# Drøvtygning
Drøvtygning er en dansk dokumentarfilm fra 1962.

## Handling
Drøvtyggermavens anatomi, vomfunktion og drøvtygningens 'teknik' vises i tegnefilm og realoptagelser.